# WTA Championships 2013
El TEB BNP Paribas WTA Championships 2013, també anomenada Copa Masters femenina 2013, és l'esdeveniment que va reunir les vuit millors tennistes individuals i les quatre millors parelles femenines de la temporada 2013. Es tractava de la 43a edició en individual i la 38a en dobles. Es va disputar sobre pista dura entre el 22 i el 27 d'octubre de 2013 al Sinan Erdem Spor Salonu d'Istanbul, Turquia.
La tennista estatunidenca Serena Williams va posar la cirereta a la magnífica temporada 2013 guanyant el seu onzè títol individual de l'any. Aquest va representar el seu quart títol WTA Championships i va esdevenir la campiona més veterana d'aquest torneig. Amb el premi aconseguit, Williams va guanyar més de 12 milions de dòlars destrossant el rècord de guanys per una tennista aconseguit per Viktória Azàrenka amb gairebé 8 milions l'any anterior. Aquests guanys van representar la tercera millor marca en la història del tennis només superada per Novak Đoković els anys 2011 i 2012.

## Format
Les vuit tennistes classificades disputen una fase inicial en el format Round Robin en dos grups de quatre, anomenats grup blanc i grup vermell. Durant els primers quatre dies es disputen els partits d'aquests grups, de manera que cada tennista disputa tres partits contra la resta d'integrants del seu grup. Les dues millors tennistes de cada grup avancen a semifinals. Les vencedores de semifinals disputen la final i les dues perdedores disputen la final de consolació. El sistema de classificació del sistema Round Robin es determina mitjançant els següents criteris:
1. Nombre de victòries
2. Nombre de partits disputats
3. En empats de dues jugadores, el resultat directe
4. En empats de tres jugadores, percentatge de sets i després jocs
5. Decisió del comitè organitzatiu

En categoria de dobles, les quatre parelles classificades accedeixen directament a semifinals.

## Individuals

### Classificació
| Rq | Jugadores           | Punts  | T  | Data de classificació |
| -- | ------------------- | ------ | -- | --------------------- |
| 1  | Serena Williams     | 12.040 | 16 | 5 d'agost             |
| 2  | Viktória Azàrenka   | 7.676  | 15 | 24 d'agost            |
|    | Maria Xaràpova      | 5.891  | 14 | 23 de setembre        |
| 3  | Agnieszka Radwańska | 5.890  | 20 | 23 de setembre        |
| 4  | Li Na               | 5.120  | 17 | 27 de setembre        |
| 5  | Petra Kvitová       | 4.370  | 22 | 7 d'octubre           |
| 6  | Sara Errani         | 4.190  | 21 | 7 d'octubre           |
| 7  | Jelena Janković     | 3.860  | 19 | 7 d'octubre           |
| 8  | Angelique Kerber    | 3.715  | 22 | 11 d'octubre          |
| S1 | Caroline Wozniacki  | 3.520  | 23 | 19 d'octubre          |
| S2 | Sloane Stephens     | 3.185  | 22 | 19 d'octubre          |

- En vermell les tennistes que renuncien a participar en el torneig.

### Fase grups

#### Grup vermell
| Pos. | Rq | Jugadora            | V | D | Sets  | Jocs    |
| ---- | -- | ------------------- | - | - | ----- | ------- |
| 1    | 1  | Serena Williams     | 3 | 0 | 6 – 0 | 36 – 15 |
| 2    | 5  | Petra Kvitová       | 2 | 1 | 4 – 3 | 35 – 32 |
| 3    | 8  | Angelique Kerber    | 1 | 2 | 3 – 4 | 28 – 34 |
| 4    | 3  | Agnieszka Radwańska | 0 | 3 | 0 – 6 | 18 – 36 |

|   |                     | Serena Williams | Agnieszka Radwańska | Petra Kvitová    | Angelique Kerber |
| 1 | Serena Williams     |                 | 6−2, 6−4            | 6−2, 6−3         | 6−3, 6−1         |
| 3 | Agnieszka Radwańska | 2−6, 4−6        |                     | 4−6, 4−6         | 2−6, 2−6         |
| 5 | Petra Kvitová       | 2−6, 3−6        | 6−4, 6−4            |                  | 6−7(3), 6−2, 6−3 |
| 8 | Angelique Kerber    | 3−6, 1−6        | 6−2, 6−2            | 7−6(3), 2−6, 3−6 |                  |

#### Grup blanc
| Pos. | Rq | Jugadora          | V | D | Sets  | Jocs    |
| ---- | -- | ----------------- | - | - | ----- | ------- |
| 1    | 4  | Li Na             | 3 | 0 | 6 – 1 | 39 – 24 |
| 2    | 7  | Jelena Janković   | 1 | 2 | 3 – 4 | 32 – 33 |
| 3    | 2  | Viktória Azàrenka | 1 | 2 | 2 – 4 | 23 – 32 |
| 4    | 6  | Sara Errani       | 1 | 2 | 2 – 4 | 29 – 34 |

|   |                   | Viktória Azàrenka | Li Na         | Sara Errani | Jelena Janković |
| 2 | Viktória Azàrenka |                   | 2−6, 1−6      | 7−6(4), 6−2 | 4−6, 3−6        |
| 4 | Li Na             | 6−2, 6−1          |               | 6−3, 7−6(5) | 6−3, 2−6, 6−3   |
| 6 | Sara Errani       | 6−7(4), 2−6       | 3−6, 6−7(5)   |             | 6−4, 6−4        |
| 7 | Jelena Janković   | 6−4, 6−3          | 3−6, 6−2, 3−6 | 4−6, 4−6    |                 |

### Fase final
|  | Semifinals | Semifinals      | Semifinals | Semifinals | Semifinals |   |               | Final           | Final | Final | Final | Final |
|  |            |                 |            |            |            |   |               |                 |       |       |       |       |
|  | 1          | Serena Williams | 6          | 2          | 6          |   |               |                 |       |       |       |       |
|  | 7          | Jelena Janković | 4          | 6          | 4          |   |               |                 |       |       |       |       |
|  | 7          | Jelena Janković | 4          | 6          | 4          |   | 1             | Serena Williams | 2     | 6     | 6     |       |
|  |            |                 |            |            |            |   | 1             | Serena Williams | 2     | 6     | 6     |       |
|  |            | 4               | Li Na      | 6          | 3          | 0 |               |                 |       |       |       |       |
|  | 5          | 4               | Li Na      | 6          | 3          | 0 | Petra Kvitová | 4               | 2     |       |       |       |
|  | 5          |                 |            |            |            |   | Petra Kvitová | 4               | 2     |       |       |       |
|  | 4          | Li Na           | 6          | 6          |            |   |               |                 |       |       |       |       |

## Dobles

### Classificació
| Rq | Jugadores                          | Punts | T  | Data de classificació |
| -- | ---------------------------------- | ----- | -- | --------------------- |
| 1  | Sara Errani Roberta Vinci          | 7.390 | 13 | 23 de setembre        |
| 2  | Hsieh Su-Wei Peng Shuai            | 6.455 | 11 | 4 d'octubre           |
| 3  | Nàdia Petrova Katarina Srebotnik   | 6.155 | 12 | 4 d'octubre           |
| 4  | Iekaterina Makàrova Ielena Vesninà | 5.971 | 10 | 4 d'octubre           |

### Fase final
|  | Semifinals | Semifinals                         | Semifinals              | Semifinals | Semifinals |                                  |    | Final                              | Final | Final | Final | Final |
|  |            |                                    |                         |            |            |                                  |    |                                    |       |       |       |       |
|  | 1          | Sara Errani Roberta Vinci          | 6                       | 5          | 3          |                                  |    |                                    |       |       |       |       |
|  | 4          | Iekaterina Makàrova Ielena Vesninà | 4                       | 7          | [10]       |                                  |    |                                    |       |       |       |       |
|  | 4          | Iekaterina Makàrova Ielena Vesninà | 4                       | 7          | [10]       |                                  | 4  | Iekaterina Makàrova Ielena Vesninà | 4     | 5     |       |       |
|  |            |                                    |                         |            |            |                                  | 4  | Iekaterina Makàrova Ielena Vesninà | 4     | 5     |       |       |
|  |            | 2                                  | Hsieh Su-Wei Peng Shuai | 6          | 7          |                                  |    |                                    |       |       |       |       |
|  | 3          | 2                                  | Hsieh Su-Wei Peng Shuai | 6          | 7          | Nàdia Petrova Katarina Srebotnik | 6⁵ | 2                                  |       |       |       |       |
|  | 3          |                                    |                         |            |            | Nàdia Petrova Katarina Srebotnik | 6⁵ | 2                                  |       |       |       |       |
|  | 2          | Hsieh Su-Wei Peng Shuai            | 7                       | 6          |            |                                  |    |                                    |       |       |       |       |